# 信阳灵山风景名胜区
信阳灵山风景名胜区位于河南省信阳市罗山县城西南44公里处的灵山镇。含六大景区：灵山寺景区、逍遥洞景区、金顶景区、龙凤祥林景区、龙牙寺景区、九里落雁湖景区。景区总面积约61平方公里，最高峰为霸山，海拔827.7米，为罗山县境内第二高峰。灵山风景名胜区于1994年6月被定为河南省省级风景名胜区，2007年8月被全国旅游景区质量等级评定委员会评定为国家4A级旅游景区。

## 自然
灵山山体主要由白垩纪花岗岩构成。山形峻峭，森林覆盖率高，溪流瀑布众多。据称有大小瀑布36条，大小山洞72个，奇石怪壁108处。灵山地区年平均气温13-15℃。夏季平均气温24℃，山上山下日温差7℃，夜温差15℃，为避暑圣地。
灵山动植物种类繁多，共有190科1067种动物以及千余种植物，其中鸟类共有169种。灵山为董寨国家级鸟类自然保护区的重要组成部分。其中有国家一级保护动物黑鹳和二级保护动物白冠长尾雉。灵山云雾茶是信阳毛尖中的珍品。

## 人文

### 宗教
灵山是重要的佛教圣地。其中以灵山寺最为出名。灵山寺始建于北魏孝文帝延兴四年，即公元474年，为中原四大古寺之一，距今已有一千五百余年的历史；唐玄宗时曾被封为国庙（亦传灵山寺始建于唐玄宗时期）；明太祖朱元璋曾到此上香拜谒，其亲笔御题的“圣寿禅寺”匾额流传至今。
灵山寺有三大特点，被誉为“灵山三奇”：庙门东开、僧尼同寺、带发修行。

### 其他习俗
灵山地区每年农历三月初一有庙会，为当地居民重要节日，庙会当天人数最高可达数万人。